# Формо, Ивар
Ивар Формо (норв. Ivar Formo; 24 июня 1951 года, Осло - 26 декабря 2006 года, окрестности Осло) — норвежский лыжник, олимпийский чемпион, призёр чемпионатов мира. Обладатель первого неофициального Кубка мира.
В сезоне 1973/74 состоялся первый неофициальный розыгрыш Кубка мира по лыжным гонкам и Формо одержал победу в общем зачёте. 
На Олимпиаде-1972 в Саппоро завоевал серебро в эстафете и бронзу в гонке на 15 км.
На Олимпиаде-1976 в Инсбруке завоевал золото в гонке на 50 км и серебро в эстафете, в остальных гонках показал следующие результаты, 15 км - 5-е место, 30 км - 11-е место,.
За свою карьеру на чемпионатах мира завоевал две бронзовые медали, обе в эстафетных гонках, лучший результат в личных гонках, 6-е место в гонке на 15 км на чемпионат мира-1974 в Фалуне.
Кроме лыжных гонок серьёзно занимался спортивным ориентированием, имеет бронзовую медаль мирового первенства 1974 года, а также является победителем «Юколы», одном из наиболее престижных соревнований по ориентированию.
После завершения спортивной карьеры получил диплом инженера и успешно занимался бизнесом. С 1983-го по 1988-й годы был главой комитета лыжных гонок в международной федерации лыжного спорта.
Супруга — Венке Якобсен, занималась спортивным ориентированием. Двое сыновей.
26 декабря 2006 года Ивар Формо утонул, провалившись под лёд озера Сторе Сандунген в окрестностях Осло.